# Cratere Huon
Huon è un cratere sulla superficie di Ariel.
Deve il suo nome a Huon di Bordeaux, personaggio della chanson de geste intitolata Les Prouesses et faitz du noble Huon de Bordeaux, opera in cui compare per la prima volta l'elfo Oberon.